# Fundația Regală Margareta a României
Fundația Regală Margareta a României (FRMR) este una din organizațiile neguvernamentale care contribuie la dezvoltarea societății civile din România. Fundația a fost înființată in 1990 de Principesa Margareta a României cu sprijinul tătălui ei, regele Mihai I al României. În prezent ea este activă în șase țări.
Fundația Regală Margareta a României (FRMR) dezvoltă și susține programe care:
- îmbunatatesc condițiile de viață ale copiilor, tinerilor, familiilor si vârstnicilor aflați în dificultate,
- stimuleaza solidaritatea între generații și creeaza o punte de comunicare între copii, tineri și vârstnici,
- contribuie la creșterea capacității institutionale a organizațiilor și instituțiilor care lucreazîă cu copii si vârstnici,
- cultivă creativitatea și talentul local.

FRMR lucrează cu organizații, instituții, companii natțonale si internaționale, dar și cu firme mici și mijlocii, în scopul de a reuni resursele, abilitățile și talentul oamenilor din mai multe domenii de activitate.
Fundația urmărește de asemenea să stimuleze voluntariatul și să inspire spiritul comunitar din comunitățile în care se implică.

## Misiune
Misiunea Fundației Regale Margareta a României este de a acționa ca un catalizator pentru dezvoltarea potențialului uman, în spiritul demnității, solidarității și al promovării talentului și valorilor culturale românești. În acest scop, fundația dezvoltă proiecte durabile în domeniile educației, dezvoltării comunitare, societății civile, sănătății și culturii, proiecte care contribuie la reînnoirea spirituală și socială a României.

## Rețeaua Internațională
Geneva – Londra – Paris – Bruxelles – New York - Bucuresti
Rețeaua internatională a Fundației Regale Margareta a României este formata din 6 birouri independente din punct de vedere legal, situate în: 
- România;
- Elveția;
- Regatul Unit;
- Franța;
- Belgia;
- Statele Unite ale Americii.

Majestatea Sa Margareta, Custodele Coroanei române îndeplinește funcția de Președinte al Consiliului Director al fiecăruia dintre cele 6 birouri. Toate birourile Fundației își coordoneaza activitatea și colaboreaza cu scopul de a mobiliza cât mai multe resurse în sprijinul beneficiarilor din România. Activitatea principală a birourilor din Geneva, Londra, Paris, Bruxelles și New York constă în crearea de parteneriate locale și în atragerea de fonduri pentru proiectele implementate in România, prin intermediul cererilor de finanțare si a evenimentelor de colectare de fonduri.

### România
Biroul din România al Fundației Regale Margareta a României și-a început activitatea în anul 1991, inițial ca filială a biroului din Elveția, și a dobândit personalitate juridică independentă în anul 1998. Prin biroul din București, FRMR analizează nevoile la nivel local, dezvoltă și implementează proiecte, stabilește parteneriate și menține legătura între toate birourile Fundației. 
Scopul proiectelor dezvoltate de FRMR este de a:
- construi comunități puternice;
- imbunătăți educația în comunitate si de a oferi copiilor o șansă la un viitor mai bun prin educatie (mai mult);
- crea o punte de comunicare între generații.

### Elveția
Principesa Margareta a României și Regele Mihai I al României au înființat biroul din Elveția al Fundației în august 1990. Astăzi, rolul principal al biroului din Geneva, o instituție de interes public plasată sub supervizarea Confederației Elvețiene, este de a mobiliza fonduri și de a dezvolta parteneriate pentru sprijinirea proiectelor implementate de către biroul din București al Fundației. 
Împreună cu comitetul Asociației Prietenilor Principesei Margareta a României (Elveția), un grup de suport creat în 1999, biroul organizează evenimente pentru a atrage atenția asupra României și pentru a construi o rețea puternică de donatori și prieteni în cadrul comunităților locale. Biroul elvețian sprijină și coordonează activitatea birourilor Fundației din Franța și Belgia.

### Regatul Unit
Trustul Regal Margareta a României – Marea Britanie, organizație caritabilă, a fost înființat în anul 1991 cu scopul de a sprijini activitatea biroului din București al Fundației Regale Margareta a României. Majoritatea activităților desfășurate de biroul din Londra sunt, ca și în cazul celorlalte birouri internaționale ale Fundației, activități de atragere de fonduri.

### Franța
Asociația Regală Margareta a României – Franța a fost înregistrată în Monitorul Oficial din Franța în iulie 1996.  Asociația este sprijinită de biroul din Elveția în desfășurarea activităților de atragere de fonduri, de planificare și organizare a vizitelor președintelui fundației în Franța și de organizare a evenimentelor de atragere de fonduri. 

### Belgia
Asociația Regală Margareta a României - Belgia are funcțiuni similare celei din Franța

### Statele Unite ale Americii
Fundația Regală Margareta a României – SUA a fost creată în 1990 sub forma unei organizații de tip 501(c)3, în conformitate cu legislația americană. Biroul din New York al Fundației depune propuneri de finanțare la organizațiile din SUA și organizează campanii și evenimente pentru a atrage fonduri de la persoane fizice.

## Afilieri la alte Rețele

### Forumul Donatorilor din România (FDR)
Federația Forumului Român al Donatorilor a fost creată pentru a contribui la dezvoltarea durabilă a societății civile românești prin consolidarea comunității donatorilor, încurajarea filantropiei, susținerea și promovarea bunelor practici și a transparenței în alocarea fondurilor, îmbunătățirea legislației pentru sectorul non profit și extinderea colaborării între donatorii instituționali și alte structuri.

### Rețeaua Europeană a Țărilor din Europa Centrală și de Est (ECEN)
ECEN este o rețea de organizații ce are ca scop este îmbunătățirea calității vieții persoanelor de vârsta a treia. Rețeaua activează în 7 țări din Europa Centrală și de Est: Polonia, Republica Cehă, Lituania, Estonia, Ungaria, Bulgaria și România. Membrii ei se reunesc anual într-o țară europeană pentru a dezbate teme legate de problemele și nevoile persoanelor în vârstă.  

### Fundația Internațională pentru Tineret (FIT)
FIT este o organizație non-profit din Statele Unite, dedicată îmbunătățirii vieții tinerilor. Misiunea sa este de a identifica, de a sprijini și de a extinde programe și strategii eficiente pentru tineret dezvoltate în întreaga lume. Din anul 2000 FRMR este partener al FIT și membru al vastei sale rețele mondiale formată din ONG-uri pentru tineret active în peste 40 de țări. Astfel, Fundația noastră a beneficiat de expertiza, cunoștințele și informațiile FIT în educarea tinerilor și a avut ocazia de a își îmbunătăți propriile inițiative menite să producă o schimbare pozitivă și de durată în viața tinerilor.

## Proiecte realizate

### Centrul Comunitar Generații
Centrul Comunitar Generații te va cuceri de la prima vizită. Este vesel, este plin de viață, este colorat. Strălucește de zâmbete, răsună de muzică, emană căldură sufletească.„Generații” te va învălui cu atmosfera sa caldă și umană căci aici oamenii zâmbesc altfel și par desprinși dintr-o lume mai bună. 
La „Generații” vei vedea împreună copii și vârstnici care pictează, tineri care învață limba engleză, bătrâni care își scriu memoriile și le dictează apoi voluntarilor care le introduc în calculator. Tot la „Generații” vei participa la ora de gimnastică din sala de sport, vei cânta cu cei mici, vei croșeta cu cei mai în vârstă, vei primi lecții de franceză, de istorie, de orice. Mai ales de viață. 

#### Scop
Centrul Comunitar Generații situat în incinta Grupului Școlar de Arte și Meserii „Spiru Haret” din București, sectorul 6, vine în întâmpinarea nevoilor vârstnicilor, tinerilor, copiilor și familiilor acestora – într-o abordare „intergenerațională”, nouă și unică în România. Centrul aduce laolaltă persoane aparținând mai multor generații și creează cadrul în care vârstnicii, tinerii, copiii socializează, învață lucruri noi, se ajută reciproc și primesc sprijin din partea Fundației Regale Margareta a României. 

#### Obiective
- Stimularea solidarității, a interacțiunii și a dialogului intergenerațional
- Îmbunătățirea condițiilor de viață a vârstnicilor singuri, cărora li se oferă ocazia de a se simți activi și utili pentru comunitate;
- Sprijinirea integrării sociale și educaționale a copiilor aflați în prag de abandon școlar, a copiilor din familii cu probleme sociale și/sau financiare;
- Sprijinirea integrării sociale și profesionale a tinerilor proveniți din medii defavorizate;
- Sprijinirea familiilor cu probleme financiare și sociale care riscă excluziunea socială;

### Telefonul Vârstnicului
Telefonul Vârstnicului este o linie telefonică națională, gratuită și confidențială, destinată vârstnicilor din România. La numărul de telefon 0800 460 001 pot suna vârstnici care au nevoie de informare și consiliere socială, dar și dacă se simt singuri, din pricina izolării sociale foarte răspândite printre persoanele cu vârsta de peste 65 de ani.
Linia telefonică gratuită 0800 460 001 este disponibilă între 08.00 si 20.00, de luni până vineri și sâmbăta, între 08:00 și 16:00. Dincolo de ALO, o voce caldă și înțelegătoare oferă un răspuns și o vorbă bună persoanelor în vârstă, care au nevoie de o informație practică sau, pur și simplu, vor să stea de vorbă cu cineva care îi ascultă.
Linia telefonică se adresează în special persoanelor cu vârsta peste 65 de ani care:
– au nevoie de o informație utilă și nu știu cui să i se adreseze
– au nevoie de îndrumare către un serviciu social
– se simt singuri și doresc un prieten la celălalt capăt al firului
– au fost sau pot fi abuzați și ale căror drepturi au fost încălcate și au nevoie de consiliere
– doresc să se implice în viața comunității și nu știu cum să o facă
Totuși, Telefonul Vârstnicului va răspunde tuturor celor ce doresc o informație sau cer un sfat în legătură cu un vârstnic cunoscut sau care vor să ajute ca voluntar pentru vârstnicii din România.

### Fondul Special pentru Copii
Prin Fondul Special pentru Copii, Fundația Regală Margareta a României sprijină copii și tineri proveniți din familii aflate în situații de criză. Sărăcia, lipsa unui loc de muncă, violența domestică, alcoolismul sau abandonul din partea unuia sau ambilor părinți riscă adesea să pericliteze sau să distrugă viitorul copiilor. Tinerii proveniți din astfel de familii se află în situații de abandon școlar, îmbolnăvire sau excluziune socială. Părinții nu le pot asigura accesul la educație, hrana, îmbrăcămintea, condițiile de igienă de care cei mici au nevoie.

#### Scop
FSC este un fond pentru situații de urgență, prin care Fundația răspunde atât cererilor directe venite din partea familiilor și a tinerilor până în 24 de ani, cât și cererilor de finanțare din partea organizațiilor neguvernamentale, instituțiilor publice, autorităților locale care derulează programe de prevenire a abandonului școlar, îmbolnăvirii sau excluziunii sociale a copiilor și a tinerilor. 

#### Obiective
Prevenirea abandonului școlar prin oferirea de donații (cărți, haine, hrană, vitamine) care să permită copiilor să își continue studiile; sprijinirea integrării sociale a copiilor prin asigurarea accesului la activități educative, culturale și sportive;  prevenirea bolilor prin asigurarea de ajutor financiar pentru mici intervenții medicale; sprijinirea activităților care au ca scop dezvoltarea potențialului copiilor, în special a activităților intergeneraționale.

### ONG-urile în viața comunităților locale
„ONG-urile în viața comunităților locale” este un program de granturi pentru dezvoltarea instituțională a organizațiilor ce activează în comunități mici și mijlocii. Început în septembrie 2007, proiectul beneficiază de finanțare din partea CEE Trust (Trust for Civil Society in Central and Eastern Europe) până în iunie 2009.

#### Beneficiari
15 ONG-uri beneficiază din partea Fundației Regale Margareta a României de training, asistență tehnică și financiară și de accesul la o finanțare de până la 19.000 USD pentru dezvoltare instituțională și demararea unor activități generatoare de venit. Proiectul îi ajuta astfel pe beneficiarii granturilor să-și dezvolte capacitatea de a utiliza proceduri, standarde și regulamente interne. Totodată, proiectul aduce un plus semnificativ îmbunătățirii percepției și cunoașterii ONG-urilor în comunitate, prin folosirea mijloacelor de informare și tehnicilor de PR.
Prin granturile oferite organizațiilor înscrise în proiect, FRMR sprijină peste 6800 de tineri, copii, vârstnici li persoane cu dizabilități, beneficiari direcți ai organizațiilor finanțate. 

#### Scop
Proiectul oferă organizațiilor implicate ajutor pentru o dezvoltare armonioasă, în conformitate cu nevoile beneficiarilor din comunitate și creează astfel premisele unei independențe financiare oferind sprijin pentru dezvoltarea unor activități generatoare de venit.

### Tinere Talente
„Nu e de-ajuns ca o țară să dea talente, ea trebuie să știe a le ține vii” a spus Nicolae Iorga. Urmând tradiția începută de Carol I și de Regina Elisabeta prin fundațiile regale și continuată apoi de Regina Maria și de Carol II, Fundația Regală Margareta a României și-a asumat misiunea de a promova talentul tinerilor români.

#### Scop
„Tinere Talente” sprijină și promovează tineri talentați din domeniul artistic, care din cauza lipsurilor financiare nu își pot dezvolta potențialul. Proiectul se adresează copiilor și tinerilor între 14 și 24 de ani, care studiază în București, la liceele, universitățile și școlile de artă. 

#### Obiective
Oferirea de șanse egale pentru tinerii talentați proveniți din familii defavorizate și susținerea și promovarea talentului artistic al tinerilor.